# 鬼武五一
鬼武 五一（おにたけ ごいち、1893年（明治26年）5月18日 - 1985年（昭和60年）8月17日）は、大日本帝国陸軍軍人。最終階級は陸軍少将。功四級。旧姓は台田。

## 経歴
山口県出身。1914年（大正3年）5月、陸軍士官学校第26期卒業。
1939年（昭和14年）3月、陸軍歩兵大佐に進み、歩兵第2連隊長となり、支那事変に出征した。太平洋戦争が勃発すると、1942年（昭和17年）4月、舞鶴要塞司令官を経て、1943年（昭和18年）8月、陸軍少将に進級し、第7独立守備隊長（1944年（昭和19年）5月、富錦駐屯隊に名称変更）に補され富錦に駐屯する。その後、1945年（昭和20年）3月、独立混成第78旅団長を経て、独立混成第132旅団長となり終戦を迎えた。
1948年（昭和23年）1月31日、公職追放仮指定を受けた。